# Joaquín del Piélago
Joaquín del Piélago y Sánchez de Movellán (Comillas, 1850-Comillas, 1890) fue un comerciante español.

## Biografía
Nació en la localidad cántabra de Comillas en 1850. En 1875 era ya gerente de la Sociedad Cántabra Ángel B. Pérez y Cía. Poco después se asoció con el empresario y banquero Antonio López y López, primer marqués de Comillas. En 1879 contrajo matrimonio con Luisa López Bru, hija del marqués de Comillas, por lo que aportó medio millón de pesetas para este matrimonio, aunque esta unión solo duró tres meses por el repentino fallecimiento de su mujer.
Joaquín del Piélago consiguió traer la traída de aguas a Comillas. Por este motivo se levantó en 1889 la Fuente de los Tres Caños proyectada por Lluís Domènech i Montaner.
Sobre la tumba de la familia de Joaquín del Piélago en el cementerio de Comillas se esculpió un ángel, que emprende el vuelo sobre una ola, con el característico movimiento modernista, que hacen referencia al origen a la fortuna del marqués, realizado por el escultor Josep Llimona y Lluís Domènech i Montaner. Falleció en Comillas el 27 de noviembre de 1890.